# Szubhi at-Tufajli
Szubhi at-Tufajli (arabul صبحي الطفيلي  – Ṣubḥī aṭ-Ṭufaylī; 1948–) libanoni arab sejk, a Hezbollah első vezetője volt 1989 és 1991 között.

## Élete
Az iráni forradalomban Ruhollah Khomeini ideológiáját követte, ahogy a Hezbollah többi vezetői is.
9 éven keresztül teológiát tanult az iraki Nedzsef városában, de hatást gyakoroltak rá más ideológiát valló személyek, köztük a fent említett Ruhollah Khomeini is. Ő volt a Hezbollah szónoka 1985 és 1989 között, és ő lett a szervezet első vezetője is. 1991-ben, amikor a Hezbollah eldöntötte, hogy indul a választásokon, amit Tufajli ellenzett, leváltották és Abbász al-Múszavi került a helyére. Ezek után sokat utazott, most Szíriában él.

## Külső hivatkozások
- Hezbollah: Teherán és Damaszkusz

| Elődje: – | A Hezbollah vezetője 1989 – 1991 | Utódja: Abbász al-Múszavi |